# Gewimperde zwemkrab
De gewimperde zwemkrab (Liocarcinus navigator) is een krab uit de familie Polybiidae (zwemkrabben), die voor de Nederlandse en Belgische kust regelmatig wordt aangetroffen. Strandvondsten zijn echter zeldzaam.

## Anatomie
De carapaxbreedte van de gewimperde zwemkrab bedraagt tot 38 mm. Op de dorsale zijde van de carapax staan een groot aantal behaarde dwarsricheltjes en ze heeft meestal een donkerbruine kleur. De voorste rand van het rugschild bezit geen tanden, maar draagt een lange rij setae. Het laatste segment van de vijfde pereopode is sterk afgeplat, zoals bij alle zwemkrabben.

## Verspreiding en ecologie
De gewimperde zwemkrab komt voor op slibbige tot stenige bodems vanaf de getijdenzone tot op 70 m diepte. Het is een Oostatlantische soort die gevonden wordt van Midden-Noorwegen tot in Mauritanië en in de Middellandse Zee, ze ontbreekt in de Oostzee.. Het zijn nachtactieve, schuwe dieren die zich voornamelijk met algen en zeegras voeden, maar ook kleine kreeftachtigen, schelpdieren en borstelwormen worden gegeten.